# Le Fantôme de Berkeley Square
Pour plus de détails, voir Fiche technique et Distribution.
Le Fantôme de Berkeley Square (The Ghosts of Berkeley Square) est un film britannique réalisé par Vernon Sewell, sorti en 1947.

## Synopsis
Lors du 1000e dîner annuel de l'Association des vieux fantômes, le général Jumbo Burlap et le colonel Bulldog Kelsoe présentent à l'assemblée fantomatique l'histoire de leur mort et de leur hantise. Par le truchement du raccordement inter-terrestre de la radio et de la télévision, les vivants peuvent également écouter leurs récits sans se douter qu'il s'agit de vrai fantômes. Au 18e siècle, Burlap et Kelsoe sont des officiers de l'armée britannique au service de la reine Anne, qui ont récemment pris leur retraite et acheté une maison sur Berkeley Square. Lors d'une pendaison de crémaillère, le duo spécule sur la manière de gagner la Guerre de Succession d'Espagne mais ils apprennent que le duc de Marlborough a d'autres plans qui mèneront à la bataille de Malplaquet. Croyant que la bataille se terminera par un massacre, ils élaborent un plan pour capturer Marlborough et le retenir prisonnier jusqu'à ce que la menace des hostilités passe. Ils construisent un engin pour faire tomber le Duc à travers une trappe sur un matelas dans la cave, mais lorsqu'ils choisissent de tester leur appareil, ils sont tués car le matelas avait précédemment été retiré. Leur mort empêche une visite prévue de la reine Anne.
Un peu plus tard, Burlap et Kelsoe regardent avec effarement leur cortège funèbre passer et apprennent qu'ils sont devenus des fantômes lorsqu'on leur envoie un livre de règles et de règlements ainsi que des documents à signer depuis l'au-delà. Ils sont ensuite soumis à une sorte de cour martiale qui les déclarent coupables de crimes contre la Couronne, condamnant Burlap et Kelsoe à hanter leur résidence de Berkeley Square jusqu'à ce qu'elle soit visitée par un membre de la royauté régnante. Entre-temps, Lady Mary, une dame de compagnie de la reine, envisage d'acheter la maison maintenant vide mais Kelsoe décide de l'effrayer. Réalisant trop tard qu'en l'ayant effrayé, la maison sera désormais étiquetée comme hantée et ne sera donc jamais vendue et visitée par la royauté, Burlap et Kelsoe se reprochent mutuellement le fiasco. Leur querelle prend de l'ampleur au point qu'ils refusent de s'adresser la parole et 66 ans plus tard, après avoir adopté un chat fantomatique, Burlap et Kelsoe reçoivent un cadeau de Noël avec un arbre de Noël et décident de se pardonner.
15 ans plus tard, la maison est occupée par Madame Millie, qui demande à voir Burlap et Kelsoe. Le couple se matérialise devant elle et elle explique que même si elle n'a pas peur d'eux, ils ne doivent pas déranger ses filles. Elle prétend également connaître le roi et qu'il est susceptible de lui rendre visite. Burlap et Kelsoe découvrent alors que Millie a transformé leur maison en bordel tandis que Kelsoe est initialement choqué, Burlap étudie différentes méthodes de matérialisation afin qu'il puisse descendre pour jouer, boire et se divertir avec les filles de Millie. Lorsque Kelsoe réalise que Burlap est parti, il apprend également à se matérialiser, rejoignant Burlap et les filles. Lorsque Millie découvre que Burlap et Kelsoe ont rompu leur promesse de laisser ses filles tranquilles, elle les facture pour les services et les dommages. N'ayant pas d'argent, Burlap décide d'utiliser un Kelsoe fantomatique pour l'aider à tricher aux cartes et à utiliser les gains pour rembourser leurs dettes, mais lorsqu'ils sont accusés de tricherie, une bagarre massive éclate. Millie et ses filles sont arrêtées, le bordel est saccagé et fermé. À la suite de cela, l'écuyer du roi empêche la visite royale d'avoir lieu.
Au cours des 75 années suivantes, Berkeley Square devient le siège de plusieurs départements gouvernementaux avant d'être acheté par une compagnie  théâtrale T.B Farnum et ses interprètes multiculturels. Burlap et Kelsoe effraient de nombreux artistes, qui refusent alors de rentrer dans la maison. Farnum rouvre Berkeley Square en tant que maison hantée mais le duo s'offensent des fausses tournées et acceptent de se produire dans le cadre d'un spectacle fantomatique à la place. Un jour, le Prince Albert montre un intérêt à assister au spectacle que le Dr Cruickshank organise pour juger si les fantômes sont authentiques. Il décide que bien que la hantise soit réelle s'il le dit dans son rapport, il sera soit traité de menteur, soit la Société dont le but est de prouver que les fantômes n'existent pas sera dissoute. Il qualifie donc Farnum de canular, obligeant le prince consort à annuler sa visite et Farnum à quitter Berkeley Square. Plusieurs années plus tard, la maison est achetée par le Nawab de Bagwash, un rajah indien et lointain descendant de Burlap. Les fantômes sont alors content de sa visite, imaginant leur malédiction lever étant donné qu'il est considérer comme un roi dans sa région. Héls pour eux, ils apprennent que Nawab ne compte plus comme un roi régnant puisque la reine Victoria est récemment devenue Impératrice des Indes. Kelsoe et Burlap tenter alors désespérément de convaincre l'Indien d'inviter la reine à visiter sa demeure mais la visite royale est annulée lorsqu'on découverte l'existence d'un Harem.
Quelque temps plus tard, Berkeley Square est revendu pour devenir un hôpital militaire pendant la guerre des Boers. Un jour, Burlap et Kelsoe apprennent qu'un patient, le capitaine Dodds, va se voir décerner la Croix de Victoria mais comme il est trop faible pour visiter le palais, la reine Victoria en personne lui rendra visite à l'hôpital à la place. Enchanté par cette perspective, les deux fantômes ne se doutent pas que pendant la nuit, l'état de santé de Dodds empire au point qu'il ne risque pas de passer la nuit. Alarmé, Burlap et Kelsoe lui donnent de la pénicilline , en espérant qu'il survivra jusqu'à ce que la reine puisse lui rendre visite. Au matin suivant, Dodds est si pleinement rétablis qu'il est capable de visiter le palais. Au cours de la Première Guerre mondiale, Berkeley Square devient un club d'officiers où Burlap et Kelsoe sont accusés d'être des espions allemands. Lors d'un raid aérien, Berkeley Square est bombardé et Burlap et Kelsoe sont laissés parmi les décombres. La reine Mary vient alors visiter la propriété endommagée, permettant au deux fantômes de prendre enfin leur place dans l'au-delà.

## Fiche technique
- Titre : Le Fantôme de Berkeley Square
- Titre original : The Ghosts of Berkeley Square
- Réalisation : Vernon Sewell
- Scénario : James Seymour d'après le roman No Nightingales de Caryl Brahms et S. J. Simon
- Production : Louis H. Jackson
- Musique : Hans May
- Photographie : Ernest Palmer
- Montage : Joseph Sterling
- Pays d'origine : Royaume-Uni
- Format : Noir et blanc - 1,37:1 - Mono
- Genre : Fantastique, comédie
- Durée : 85 minutes
- Date de sortie : 1947

## Distribution
- Robert Morley : Gen. "Jumbo" Burlap / Nawab of Bagwash
- Felix Aylmer : Col. H. "Bulldog" Kelsoe
- Yvonne Arnaud : Millie
- Claude Hulbert : Merryweather
- Abraham Sofaer : Benjamin Disraeli
- Ernest Thesiger : Dr. Cruickshank de la Psychical Research Society
- Marie Lohr : Lottie
- Martita Hunt : Lady Mary
- John Longden : Mortimer Digby
- Wilfrid Hyde-White : Staff Captain
- Mary Jerrold : Lettie